# Luca De Filippo
Pour les articles homonymes, voir De Filippo.
Luca De Filippo, né le 3 juin 1948 à Rome et mort le 27 novembre 2015 dans la même ville, est acteur et metteur en scène de théâtre italien.

## Biographie
Fils de Eduardo De Filippo et de Thea Prandi, le jeune Luca fait sa première expérience théâtrale à l'âge de sept ans dans une pièce d'Eduardo Scarpetta. Dès l'âge de vingt ans il se produit avec son père, également homme de scène, dans diverses pièces de théâtre et de télévision, notamment Sabato, domenica e lunedì, Filumena Marturano, Non ti pago, Napoli milionaria!, Uomo e galantuomo, Natale in casa Cupiello, Le voci di dentro et interprète Pirandello (Berretto a sonagli) et des comédies d'Eduardo Scarpetta et Vincenzo Scarpetta (O tuono 'e marzo, Na santarella, Tre cazune fortunate).
Après que son père a quitté la scène il fonde sa propre compagnie, la Compagnie de théâtre de Luca De Filippo et met en scène dès 1981 des pièces d'Eduardo De Filippo (Ditegli sempre di sì, Non ti pago, Uomo e galantuomo, Napoli milionaria!, L'arte della commedia, Le voci di dentro e Filumena Marturano) ainsi que des pièces de Molière (Dom Juan, Tartuffe ou l'Imposteur) et de Pirandello (La Volupté de l'honneur (Il piacere dell'onestà), en tant que réalisateur.
Son répertoire comprend également des comédies et drames contemporains tels La casa al mare de Vincenzo Cerami (1990) et En attendant Godot de Samuel Beckett (2001). En 1990 il interprète la version italienne de L'Amant d'Harold Pinter avec Anna Galiena.
Pour la télévision il participe aux miniséries Quel negozio di Piazza Navona (1969), Naso di cane (1987), Sabato, domenica e lunedì (1990) et Mannaggia la miseria (2010), et au cinéma il apparaît dans le film Come te nessuno mai de Gabriele Muccino. Durant la saison 2010/2011 il est en tournée dans la pièce Le bugie con le gambe lunghe de son père Eduardo.